# NANA MIZUKI LIVEDOM-BIRTH- AT BUDOKAN
『NANA MIZUKI LIVEDOM-BIRTH- AT BUDOKAN』（ナナ ミズキ ライブドム バース アット ぶどうかん）は、水樹奈々の4作目となるライブ映像作品。2006年6月21日にキングレコードから発売された。

## 概要
2006年に日本武道館で開催されたライブ『NANA MIZUKI LIVEDOM 2006 -BIRTH-』の模様を収録。本作収録のライブ公演は、水樹奈々自身の誕生日でもある1月21日に行われた。この公演で、当時阪神タイガースに在籍していた矢野燿大からサインボールとビデオレターを受け取っている。
DISC-1は、同ライブの前半、DISC-2では後半を収録。DISC-3には、2005年夏に行われたライブツアー『NANA MIZUKI LIVE ROCKET 2005 ～summer～』のドキュメント、最終日のパシフィコ横浜国立大ホールの模様を数曲収録。それに加え、武道館公演のメイキング映像が収められている。初回盤は、特製BIRTHDAY BOX＆BOOK型デジパック仕様となっている。

## 演奏参加ミュージシャン
- 水樹奈々：ボーカル、ダンス、ハーモニカ

Cherry boys
- ギター
  - 渡辺格（愛称：イタルビッチ）
  - 北島健二（愛称：ケニー）
  - 矢吹俊郎 ※ 大阪公演時
- ベース
  - 坂本竜太（愛称：りゅーたん）※ 武道館公演時
  - 田中章弘（愛称：たーさん）※ 横浜公演時
- ドラム
  - 松永俊弥（愛称：まーちん）※ 武道館公演時
  - 五十嵐公太（愛称：こーたん） ※ 横浜公演時
- キーボード
  - 大平勉（愛称：トム君）

その他
- バックダンス：TEAM YO-DA

## 演奏会場
- 日本武道館（2006年1月21日）
- パシフィコ横浜国立大ホール（2005年8月28日）

## 収録内容

### DISC-1
- NANA MIZUKI LIVEDOM 2006 -BIRTH- @NIPPON BUDOKAN'

OPENING
RUSH＆DASH!
ミラクル☆フライト
MC 1
光
Heaven Knows
大好きな君へ
Inside of mind
Take a shot
MC 2
テルミドール
BRAVE PHOENIX
innocent starter
MC 3
オルゴールとピアノと
MC 4
宝物 （※水樹奈々自らが弾き語りで演奏した。）
NANA PHOTO HISTORY

### DISC-2
ジュリエット
「好き!」
MC 5
POWER GATE
WILD EYES
New Sensation
JET PARK
MC 6
SUPER GENERATION
Tears' Night
ETERNAL BLAZE
BE READY!
end roll

### DISC-3
- NANA MIZUKI LIVE ROCKET 2005  〜SUMMER〜 TOUR DOCUMENT
- NANA MIZUKI LIVE ROCKET 2005  〜SUMMER〜 @PACIFICO YOKOHAMA

OP〜POWER GATE
76th Star
Abilities〜LOVE & HISTORY
WINDOW OF HEART
Drive away dream〜JUMP!
WILD EYES
ヒメムラサキ
New Sensation
ミラクル☆フライト
- MAKING OF LIVEDOM